# Beugnies
Beugnies és un municipi francès, situat a la regió dels Alts de França, al departament del Nord. L'any 2006 tenia 494 habitants. Històricament ha format part del comtat d'Hainaut. Es troba a 100 km de Lilla, Brussel·les o Reims (Marne), a 45 km de Valenciennes, Mons (B) o Charleroi (B) i a 8 km d'Avesnes-sur-Helpe. Limita amb Felleries, Sars-Poteries, a 12 kilòmetres de la frontera amb Bèlgica.

## Demografia
| 1962                                       | 1968 | 1975 | 1982 | 1990 | 1999 |
| ------------------------------------------ | ---- | ---- | ---- | ---- | ---- |
| 560                                        | 631  | 555  | 531  | 509  | 522  |
| Des de 1962: població sense dobles comptes |      |      |      |      |      |

## Administració
| Període | Identitat    | Partit |
| ------- | ------------ | ------ |
| 2001-   | Daniel Jopek |        |